# نهر عوج أل بو سيد (نصار)
نهر عوج أل بو سيد (بالفارسية: نهرعوج البوصید) هي قرية تقع في إيران في قسم نصار الريفي. يقدر عدد سكانها بـ 100 نسمة .